# Ginecologia

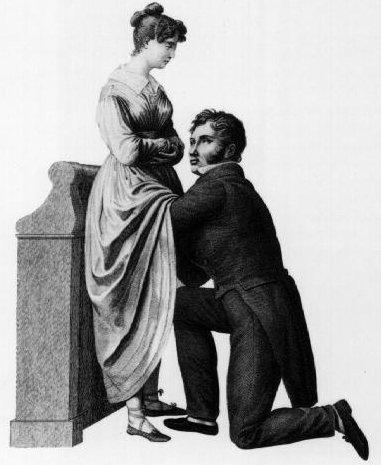
Un ginecologo nel 1822.

La ginecologia è una specialità medica che si occupa della salute dell'apparato riproduttivo femminile e dell'apparato urogenitale femminile. Studia sia la fisiologia, ovvero il normale funzionamento di questi sistemi, sia la patologia, cioè le malattie che possono colpirli. Il corrispettivo maschile è l'andrologia, la specialità medica che si occupa della fisiologia e delle disfunzioni dell'apparato riproduttivo maschile e dell'apparato urogenitale maschile.

## Storia
Datato attorno al 1800 A.C., il Papiro di Kahun è il più antico testo Egizio medico conosciuto che tratta argomenti ginecologici e la gravidanza. Fu rinvenuto a El-Lahun da Flinders Petrie nel 1889, fu tradotto la prima volta da Francis Llewellyn Griffith nel 1893 e pubblicato in The Petrie Papyri: Hieratic Papyri from Kahun and Gurob. Il papiro contiene 35 diversi paragrafi relativi alla salute femminile, come ad esempio le malattie ginecologiche, la fertilità, la maternità e la contraccezione. Non descrive interventi chirurgici né le prognosi. L'utero viene spesso visto come la fonte di disturbi che si manifestano in altre parti del corpo.
Il Corpus Hippocraticum contiene diversi trattati ginecologici risalenti al IV e V secolo a.C. Il trattato ginecologico Gynaikeia di Sorano di Efeso (I-II secolo) è arrivato fino a noi.

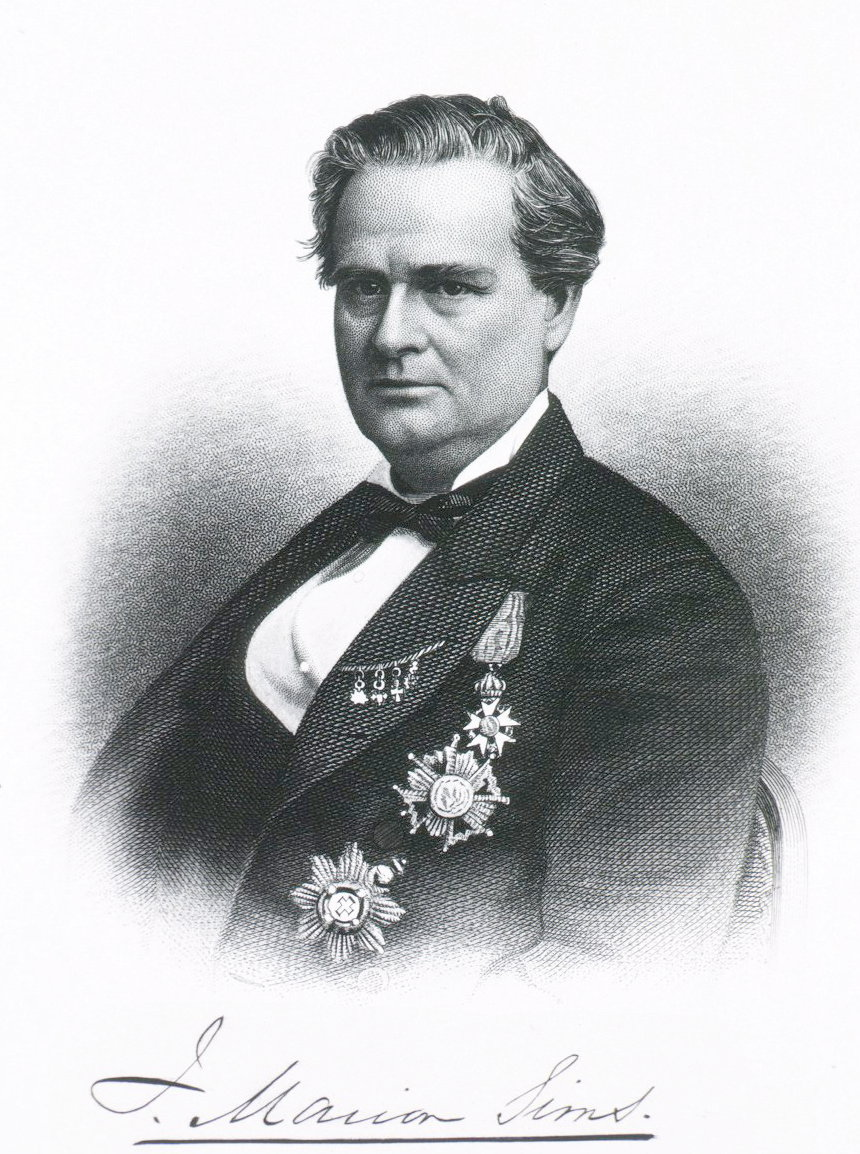
James Marion Sims, il padre della ginecologia.

James Marion Sims (1813-1883), considerato il padre della ginecologia  e Lawson Tait (1845-1899) sono tra i nomi di spicco della ginecologia del XIX secolo. Tuttavia il lavoro di Marion Sims fu spesso oggetto di controversie per l'utilizzo di schiavi per sviluppare le procedure. Va segnalato che è però l’opera Summa qui dicitur Trotula, anche nota come De passionibus mulierum ante in et post partum, dell’italiana Trotula de Ruggiero (circa 1050 - inizio del XII secolo) ad essere stata fondamentale per l’affermazione dell’ostetricia e della ginecologia come scienze mediche.

## Figura professionale e campo d'azione
Si avvale della figura professionale del medico specializzato in ginecologia e ostetricia detto medico ginecologo, che si occupa della donna in tutte le fasce d'età, dalla pubertà, nel periodo fertile, in menopausa e nella postmenopausa. La ginecologia si occupa anche delle problematiche legate alla sfera riproduttiva e delle tecniche di fecondazione assistita.

## Terapie
Come con tutte le specialità chirurgiche, la ginecologia può impiegare terapie mediche o chirurgiche (o molte volte, entrambe), a seconda della natura esatta del problema che stanno trattando. La gestione medica pre- e post-operatoria spesso impiega terapie farmacologiche standard, come antibiotici, diuretici, antipertensivi, e antiemetici. Inoltre, i ginecologi fanno uso frequente di farmaci con azione modulante sugli ormoni (ad esempio clomifene citrato e contraccettivi ormonali) per il trattamento di disturbi del tratto genitale femminile che sono sensibili agli ormoni dell'ipofisi e/o gonadici.
La chirurgia, tuttavia, è il cardine della terapia ginecologica. I progressi moderni della chirurgia, sia generale sia ginecologica, tuttavia, hanno eliminato molti elementi una volta rigidi di distinzione. L'aumento di sub-specialità della ginecologia di natura principalmente chirurgica (per esempio l'uroginecologia e l'oncologia ginecologica) hanno favorito l'identificazione dei ginecologi come chirurghi. A riprova di questo mutato atteggiamento, i ginecologi sono ora ammessi nella American College of Surgeons, e molti fra i più recenti testi di chirurgia includono capitoli, almeno generici, sulla chirurgia ginecologica.
Alcune delle operazioni più comuni eseguite dai ginecologi includono:
- Dilatazione e raschiamento (rimozione del contenuto uterino per vari motivi, terapeutici, come il completamento di un parziale aborto spontaneo, o diagnostici, per valutare lo stato dell'endometrio, ad esempio in caso di sanguinamento uterino refrattario alla terapia medica).
- Isterectomia (asportazione dell'utero)
- Ovariectomia bilaterale (asportazione delle ovaie)
- Legatura delle tube
- Isteroscopia
- Diagnostica laparoscopia - usata per diagnosticare e curare le fonti di dolore pelvico e addominale, forse la tecnica più famosa tra quelle usate per fornire una diagnosi di certezza di endometriosi.
- Laparotomia esplorativa: può essere utilizzata per studiare il livello di progressione della malattia benigna o maligna, o per valutare e riparare i danni agli organi pelvici.
- Vari trattamenti chirurgici per l'incontinenza urinaria.
- Trattamento chirurgico del prolasso degli organi pelvici, compresa la correzione di cistocele e rettocele.
- Appendicectomia: spesso eseguita per rimuovere aree di endometriosi dolorosa o a scopo profilattico (per evitare una appendicite acuta) durante una isterectomia o un taglio cesareo.[senza fonte] Può anche essere eseguita come parte di un intervento di asportazione di carcinoma ovarico.
- Procedure di escissione cervicale (comprese le tecniche di criochirurgia) per la rimozione della superficie della cervice contenente cellule pre-cancerose che sono state individuate in precedenza sul Pap test.

## Reparto di ginecologia e ostetricia
Il "Reparto Medico di Ginecologia e Ostetricia" è presente in quasi tutti gli ospedali di maggiore importanza ed è così composto:
- Sala parto; dove l'ostetrica porta a compimento un parto fisiologico oppure assiste ad un'operazione chirurgica condotta dal ginecologo.
- Reparto maternità, dove le pazienti attendono sia prima che dopo il parto, restando lì per una manciata di giorni.
- Sala delle incubatrici (o "alveare"), dove i bambini appena nati vengono messi in un'incubatrice fino alla loro partenza dall'ospedale.

## La formazione dello specialista
In Italia, per apprendere l'attività di medico ginecologo, dopo la laurea in medicina e chirurgia, si accede alla specializzazione in ginecologia e ostetricia.